# Blešno
Blešno – gmina w Czechach, w powiecie Hradec Králové, w kraju hradeckim. Według danych z dnia 1 stycznia 2013 liczyła 386 mieszkańców.
W miejscowości jest przystanek kolejowy Blešno.